# James Service

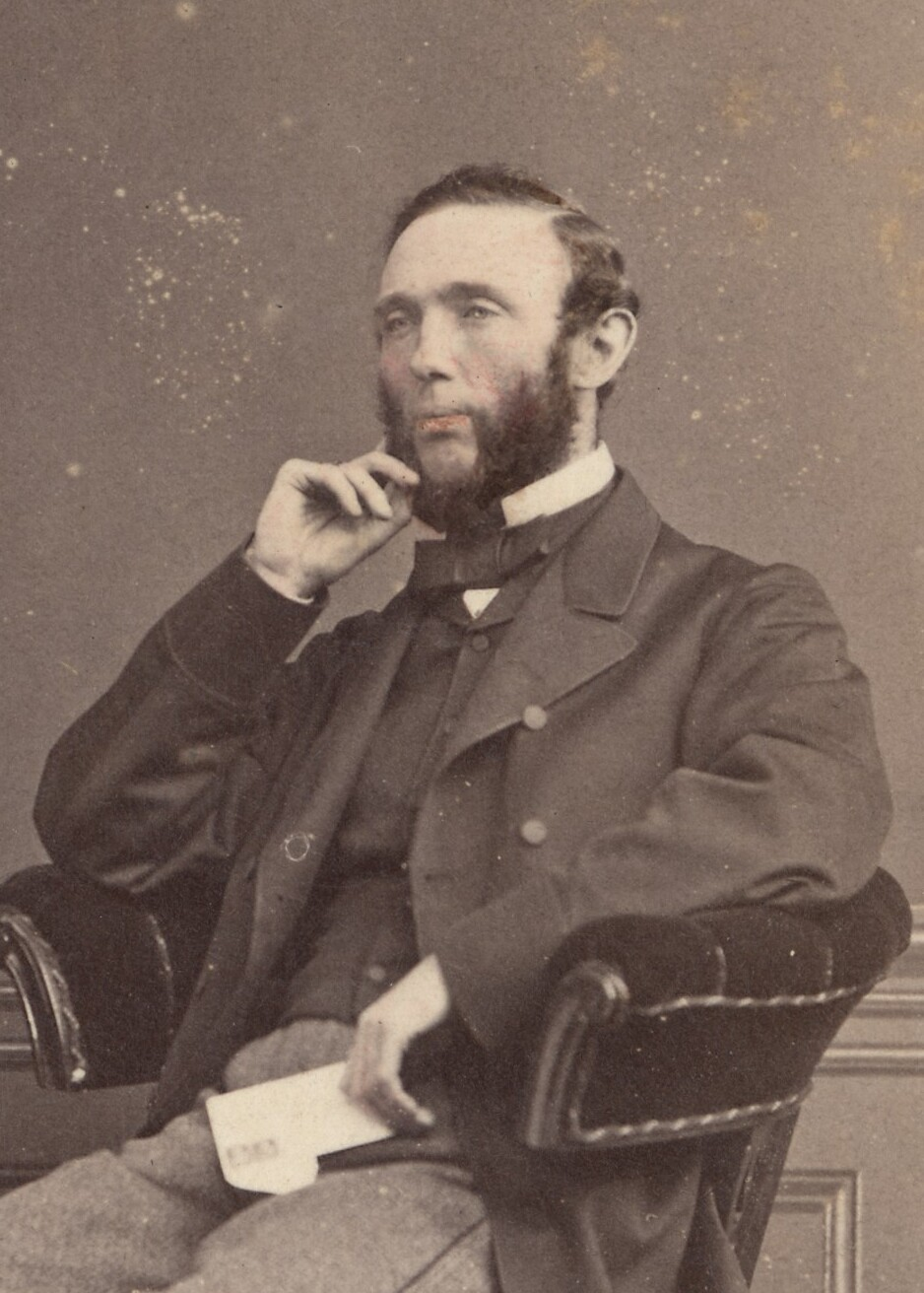
James Service

James Service (* 27. November 1823 in Kilwinning, Schottland; † 13. April 1899) war ein australischer Politiker und der zwölfte Premier von Victoria.

## Biografie
Service wurde in Kilwinning als der Sohn von Robert Service geboren. Als junger Mann arbeitete er in einem Tee- und Kaffeegeschäft in Glasgow. Im Jahr 1853 kam er nach Melbourne und arbeitete dort als Vertreter eines Unternehmens. Im folgenden Jahr gelang ihm erfolgreich der Sprung in die Wirtschaft, da er ein eigenes Unternehmen gründete. Er hatte James Ormond als Unternehmenspartner.
Service wurde in einer viktorianischen gesetzgebenden Versammlung in Melbourne ein Sitz in diesem Parlamentshaus bis zum August 1859 zugeteilt. Dies war der Anfang einer politischen Karriere, in der er noch zahlreiche Aufgaben übernahm; u. a. wurde er Vorsitzender lokaler Banken und war außerdem auch als Schatzmeister aktiv.
Service entschied sich 1886, sich aus der aktiven Politik zurückzuziehen.

## Nachweise
- Parlament von Victoria: Service, James

## Weiterführende Literatur
- Geoff Browne: Ein Biografieregister des viktorianischen Parlaments, 1900–1984, Regierungs Drucker, Melbourne 1985